# Cyrba simoni
Cyrba simoni là một loài nhện trong họ Salticidae.
Loài này thuộc chi Cyrba. Cyrba simoni được Wijesinghe miêu tả năm 1993.